# Kentucky Oaks
El Kentucky Oaks es una carrera de caballos de Grado I para potras de pura sangre de tres años que se realiza anualmente en Louisville, Kentucky, Estados Unidos. La carrera actualmente cubre 1 1/8 millas (1,800 m) en Churchill Downs; los caballos llevan 121 libras (55 kg). El Kentucky Oaks se celebra el viernes antes del Derby de Kentucky cada año. El ganador recibe $ 750,000 de la suma de $ 1.25M y una gran guirnalda de lirios, cariñosamente llamada "Lillies for the Fillies". Se entrega un trofeo Silver Oaks de Kentucky al ganador.

## Historia
La primera ejecución de los Kentucky Oaks fue el 19 de mayo de 1875, cuando se conoció a Churchill Downs como Louisville Jockey Club. La carrera fue fundada por Meriwether Lewis Clark Jr. junto con el Derby de Kentucky, el Clark Handicap y el Falls City Handicap.
The Oaks and the Derby son los eventos deportivos más antiguos y continuamente disputados en la historia de los Estados Unidos. El Kentucky Oaks se inspiró en el Epsom Oaks británico que se ha realizado anualmente en Epsom Downs, Epsom en Surrey desde 1779. En la primera carrera, el caballo Vinaigrette ganó la carrera de 1 1/2 millas en un tiempo de 2: 39 3/4, ganando un bolso de $ 1,175. Desde esa carrera, Kentucky Oaks se ha celebrado cada año.
El Kentucky Oaks es considerado por algunos como una de las carreras de caballos más populares en la sociedad estadounidense de carreras de caballos debido a su alta asistencia. Ha atraído a aproximadamente 100,000 personas cada año desde 2001 127 ejecución de Kentucky Oaks. In 1980, attendance reached about 50,000 people and by 1989, it had increased to about 67,000. La asistencia a Kentucky Oaks ocupa el tercer lugar en América del Norte y, por lo general, supera la asistencia de todas las otras carreras, incluida la Belmont Stakes y la Breeders 'Cup. La asistencia de los Kentucky Oaks normalmente solo supera al Derby de Kentucky y al Preakness Stakes, para obtener más información, vea los principales eventos asistidos de American Thoroughbred Racing.
El Kentucky Oaks, el Black-Eyed Susan Stakes, y el Acorn Stakes son los homólogos de la Triple Corona (hípica), celebrada en Churchill Downs, Pimlico Race Course y Belmont Park, respectivamente. La "Filly Triple Crown", conocida como la Triple Tiara de Thoroughbred Racing, es una serie de tres carreras en el Belmont Park y el Saratoga Race Course. La Asociación Nacional de Carreras de Pura Sangre (ANCP) ha considerado cambiar la serie Triple Tiara por las tres contrapartes de la Triple Corona.

## En la cultura local
A pesar del aumento en el número de visitantes fuera del estado que asistieron a la carrera cada año, los "Oaks" (como los residentes locales simplemente se refieren a ellos) siempre han sido considerados como un evento local por la gente de Kentuckiana (el Valle de Ohio, centrado en Louisville, y que consiste en gran parte del norte de Kentucky y el sur de Indiana). Grandes multitudes de Louisville y otros de Kentuckiana asisten a los Oaks anualmente y el interior de la pista de carreras alberga numerosas atracciones musicales, juegos de paseo marítimo y vendedores de alimentos y bebidas alcohólicas, traer su propio alcohol está prohibido en Churchill Downs y muchos lugareños se deleitan encontrando maneras ingeniosas de contrabandear sus propias bebidas, en lugar de pagar los precios inflados dentro de Churchill Downs. La mayoría de las escuelas y algunas empresas en la región de Kentuckiana tratan a los Oaks como unas vacaciones, tal vez por autoconciencia para el aspecto de apuestas de la carrera, ninguna de las escuelas de la región declara que las vacaciones son explícitamente debido a los Oaks y simplemente dicen que es una "fiesta administrativa".

## Cambios en la distancia
El Kentucky Oaks ha corrido a cuatro distancias diferentes:
- 1875-1890, la carrera fue de 1 1/2 millas;
- 1891-1895, era 1 1/4 millas;
- 1896-1919, era 1 1/16 millas;
- 1920-1941, cambiado a 1 1/8 millas;
- 1942-1981, corre a 1 1/16 millas; y
- 1982, establecido en 1 1/8 millas y ha sido esa distancia desde[1]

## Recordes
Recordes de velocidad
- 1 1/8 milla 1: 48.64 Bird Town 2003.
- 1 1/2 milla 2:39 Felicia 1877, Belle of Nelson 1878 y Katie Creel 1882.
- 1 1/4 milla 2:15 Selika 1894.
- 1 1/16 milla 1: 43.6 Ari's Mona 1950 y Sweet Alliance 1977.[1]

Mayor margen de ganancia
- 20 1/4 longitudes - Rachel Alexandra (2009)[4]

Tiro más largo para ganar los Oaks
- 47/1 - Lemons Forever (2006)[5]

La mayoría de las victorias por un jockey
- 4 – Eddie Arcaro (1951, 1952, 1953, 1958)
- 4 – Manuel Ycaza (1959, 1960, 1963, 1968)

Jinetes femeninos para ganar
- Rosie Napravnik (2012, 2014)

La mayoría de las victorias por un entrenador
- 5 – Woody Stephens (1959, 1960, 1963, 1978, 1981)

La mayoría de las victorias de un propietario
- 6 – Calumet Farm (1943, 1949, 1952, 1953, 1956, 1979)

Solo hermanos para ganar los Kentucky Oaks
- Carl Seay Goose "Ganz" (1913) – Roscoe Tarleton Goose (1916)[6]

Carl usó la ortografía alemana original de "Goose", que uno de los pocos deletreos fue "Ganz", pero también Gantz, Gans, y así sucesivamente. Los hermanos Goose son primos de Meriwether Lewis Clark Jr., el fundador del Louisville Jockey Club.

## Ganadores de Kentucky Oaks desde 1875
| Año  | Ganador            | Jockey              | Entrenador          | Propietario                     | Distancia (Millas) | Tiempo  | Grado |
| ---- | ------------------ | ------------------- | ------------------- | ------------------------------- | ------------------ | ------- | ----- |
| 2018 | Monomoy Girl       | Florent Geroux      | Brad Cox            | Dubb/Monomoy/Elkstone/Bethlehem | 1 ⁄8               | 1:49.13 | I     |
| 2017 | Abel Tasman        | Mike E. Smith       | Bob Baffert         | China Horse Club                | 1 ⁄8               | 1:51.62 | I     |
| 2016 | Cathryn Sophia     | Javier Castellano   | John Servis         | Cash Is King Stable             | 1 ⁄8               | 1:50.53 | I     |
| 2015 | Lovely Maria       | Kerwin Clark        | J. Larry Jones      | Brereton Jones                  | 1 ⁄8               | 1:50.45 | I     |
| 2014 | Untapable          | Rosie Napravnik     | Steve Asmussen      | Winchell Thoroughbreds          | 1 ⁄8               | 1:48.68 | I     |
| 2013 | Princess of Sylmar | Mike E. Smith       | Todd Pletcher       | King of Prussia Stables         | 1 ⁄8               | 1:49.17 | I     |
| 2012 | Believe You Can    | Rosie Napravnik     | J. Larry Jones      | Brereton C. Jones               | 1 ⁄8               | 1:49.50 | I     |
| 2011 | Plum Pretty        | Martin Garcia       | Bob Baffert         | Peachtree Stable                | 1 ⁄8               | 1:49.50 | I     |
| 2010 | Blind Luck         | Rafael Bejarano     | Jerry Hollendorfer  | Hollendorfer/DeDomenico/Carver  | 1 ⁄8               | 1:50.70 | I     |
| 2009 | Rachel Alexandra   | Calvin Borel        | Hal R. Wiggins      | D. Morrison/M. Lauffer          | 1 ⁄8               | 1:48.87 | I     |
| 2008 | Proud Spell        | Gabriel Saez        | J. Larry Jones      | Brereton C. Jones               | 1 ⁄8               | 1:50.01 | I     |
| 2007 | Rags to Riches     | Garrett Gomez       | Todd Pletcher       | D. Smith & M. Tabor             | 1 ⁄8               | 1:49.99 | I     |
| 2006 | Lemons Forever     | Mark Guidry         | Dallas Stewart      | L. Willis/T. Horton/Stewart     | 1 ⁄8               | 1:50.07 | I     |
| 2005 | Summerly           | Jerry Bailey        | Steve Asmussen      | Winchell Thoroughbreds          | 1 ⁄8               | 1:50.23 | I     |
| 2004 | Ashado             | John Velazquez      | Todd Pletcher       | Starlight Stables et al.        | 1 ⁄8               | 1:50.81 | I     |
| 2003 | Bird Town          | Edgar Prado         | Nick Zito           | Marylou Whitney Stables         | 1 ⁄8               | 1:48.64 | I     |
| 2002 | Farda Amiga        | Chris McCarron      | Paulo Lobo          | J. De Camargo et al.            | 1 ⁄8               | 1:50.41 | I     |
| 2001 | Flute              | Jerry Bailey        | Robert J. Frankel   | Juddmonte Farms                 | 1 ⁄8               | 1:48.85 | I     |
| 2000 | Secret Status      | Pat Day             | Neil J. Howard      | W.S. Farish et al.              | 1 ⁄8               | 1:50.30 | I     |
| 1999 | Silverbulletday    | Gary Stevens        | Bob Baffert         | Michael E. Pegram               | 1 ⁄8               | 1:49.92 | I     |
| 1998 | Keeper Hill        | David R. Flores     | Robert J. Frankel   | John A. Chandler                | 1 ⁄8               | 1:52.06 | I     |
| 1997 | Blushing K.D.      | Lonnie Meche        | Sam David Jr.       | James & Sue Burns               | 1 ⁄8               | 1:50.29 | I     |
| 1996 | Pike Place Dancer  | Corey Nakatani      | Jerry Hollendorfer  | J. Hollendorfer/G. Todaro       | 1 ⁄8               | 1:49.88 | I     |
| 1995 | Gal In A Ruckus    | Herb McCauley       | John T. Ward Jr.    | John C. Oxley                   | 1 ⁄8               | 1:50.09 | I     |
| 1994 | Sardula            | Ed Delahoussaye     | Brian A. Mayberry   | Ann & Jerry Moss                | 1 ⁄8               | 1:51.16 | I     |
| 1993 | Dispute            | Jerry Bailey        | C. R. McGaughey III | Ogden Mills Phipps              | 1 ⁄8               | 1:52.47 | I     |
| 1992 | Luv Me Luv Me Not  | Fabio Arguello Jr.  | Glenn Wismer        | Philip Maas                     | 1 ⁄8               | 1:51.41 | I     |
| 1991 | Lite Light         | Corey Nakatani      | Jerry Hollendorfer  | Oaktown Stable                  | 1 ⁄8               | 1:48.80 | I     |
| 1990 | Seaside Attraction | Chris McCarron      | D. Wayne Lukas      | Overbrook Farm                  | 1 ⁄8               | 1:52.80 | I     |
| 1989 | Open Mind          | Angel Cordero Jr.   | D. Wayne Lukas      | Eugene V. Klein                 | 1 ⁄8               | 1:50.60 | I     |
| 1988 | Goodbye Halo       | Pat Day             | Charlie Whittingham | Hancock III/A. Campbell Jr.     | 1 ⁄8               | 1:50.40 | I     |
| 1987 | Buryyourbelief     | José A. Santos      | Laz Barrera         | D. S. Bray Jr.                  | 1 ⁄8               | 1:50.40 | I     |
| 1986 | Tiffany Lass       | Gary Stevens        | Laz Barrera         | Aaron U. Jones                  | 1 ⁄8               | 1:50.60 | I     |
| 1985 | Fran's Valentine   | Pat Valenzuela      | Joseph Manzi        | Earl Scheib                     | 1 ⁄8               | 1:50.00 | I     |
| 1984 | Lucky Lucky Lucky  | Angel Cordero Jr.   | D. Wayne Lukas      | Leslie Combs II/Equites St.     | 1 ⁄8               | 1:51.80 | I     |
| 1983 | Princess Rooney    | Jacinto Vasquez     | Frank Gomez         | Paula J. Tucker                 | 1 ⁄8               | 1:50.80 | I     |
| 1982 | Blush With Pride   | Bill Shoemaker      | D. Wayne Lukas      | Stonereath Farms                | 1 ⁄8               | 1:50.20 | I     |
| 1981 | Heavenly Cause     | Laffit Pincay Jr.   | Woody Stephens      | Ryehill Farm                    | 1 ⁄16              | 1:43.80 | I     |
| 1980 | Bold 'n Determined | Ed Delahoussaye     | Neil Drysdale       | Saron Stable                    | 1 ⁄16              | 1:44.80 | I     |
| 1979 | Davona Dale        | Jorge Velasquez     | John M. Veitch      | Calumet Farm                    | 1 ⁄16              | 1:47.20 | I     |
| 1978 | White Star Line    | Eddie Maple         | Woody Stephens      | Newstead Farm                   | 1 ⁄16              | 1:45.20 | I     |
| 1977 | Sweet Alliance     | Chris McCarron      | Bud Delp            | Windfields Farm                 | 1 ⁄16              | 1:43.60 | II    |
| 1976 | Optimistic Gal     | Braulio Baeza       | LeRoy Jolley        | Diana M. Firestone              | 1 ⁄16              | 1:44.60 | II    |
| 1975 | Sun and Snow       | Garth Patterson     | George T. Poole     | C. V. Whitney Stables           | 1 ⁄16              | 1:44.60 | II    |
| 1974 | Quaze Quilt        | William Gavidia     | Thomas W. Kelley    | Fred W. Hooper                  | 1 ⁄16              | 1:46.60 | II    |
| 1973 | Bag of Tunes       | Danny Gargan        | George T. Poole     | C. V. Whitney Stables           | 1 ⁄16              | 1:44.20 | II    |
| 1972 | Susan's Girl       | Victor Tejada       | John W. Russell     | Fred W. Hooper                  | 1 ⁄16              | 1:44.20 |       |
| 1971 | Silent Beauty      | Kenny Knapp         | Richard J. Fischer  | Leslie Combs II                 | 1 ⁄16              | 1:44.20 |       |
| 1970 | Lady Vi-E          | David Whited        | John Oxley          | A. H. & A. M. Stall             | 1 ⁄16              | 1:44.80 |       |
| 1969 | Hail to Patsy      | David Kassen        | Loyd Gentry Jr.     | Walter Kitchen                  | 1 ⁄16              | 1:44.40 |       |
| 1968 | Dark Mirage        | Manuel Ycaza        | Everett W. King     | Lloyd I. Miller                 | 1 ⁄16              | 1:44.60 |       |
| 1967 | Nancy Jr.          | Johnny Sellers      | Stanley M. Rieser   | Hidden Valley Farm              | 1 ⁄16              | 1:44.00 |       |
| 1966 | Native Street      | Don Brumfield       | Les Lear            | Aisco Stable                    | 1 ⁄16              | 1:44.80 |       |
| 1965 | Amerivan           | Ron Turcotte        | Mary D. Keim        | Mary D. Keim                    | 1 ⁄16              | 1:44.40 |       |
| 1964 | Blue Norther       | Bill Shoemaker      | Wally Dunn          | Mrs. William R. Hawn            | 1 ⁄16              | 1:44.20 |       |
| 1963 | Sally Ship         | Manuel Ycaza        | Woody Stephens      | Cain Hoy Stable                 | 1 ⁄16              | 1:44.80 |       |
| 1962 | Cicada             | Bill Shoemaker      | Casey Hayes         | Meadow Stable                   | 1 ⁄16              | 1:44.60 |       |
| 1961 | My Portrait        | Braulio Baeza       | Charles R. Parke    | Fred W. Hooper                  | 1 ⁄16              | 1:47.00 |       |
| 1960 | Make Sail          | Manuel Ycaza        | Woody Stephens      | Cain Hoy Stable                 | 1 ⁄16              | 1:44.20 |       |
| 1959 | Wedlock            | John L. Rotz        | Paul Shawhan        | Paul Shawhan                    | 1 ⁄16              | 1:45.00 |       |
| 1959 | Hidden Talent      | Manuel Ycaza        | Woody Stephens      | Cain Hoy Stable                 | 1 ⁄16              | 1:44.40 |       |
| 1958 | Bug Brush          | Eddie Arcaro        | Sylvester Veitch    | C. V. Whitney Stables           | 1 ⁄16              | 1:44.80 |       |
| 1957 | Lori-El            | Lois C. Cook        | Mike R. Soto        | Al Berke & M. R. Soto           | 1 ⁄16              | 1:44.80 |       |
| 1956 | Princess Turia     | Bill Hartack        | Horace A. Jones     | Calumet Farm                    | 1 ⁄16              | 1:44.80 |       |
| 1955 | Lalun              | Henry E. Moreno     | Loyd Gentry Jr.     | Cain Hoy Stable                 | 1 ⁄16              | 1:46.00 |       |
| 1954 | Fascinator         | Anthony DeSpirito   | Edward A. Neloy     | Maine Chance Farm               | 1 ⁄16              | 1:45.00 |       |
| 1953 | Bubbley            | Eddie Arcaro        | Horace A. Jones     | Calumet Farm                    | 1 ⁄16              | 1:45.60 |       |
| 1952 | Real Delight       | Eddie Arcaro        | Horace A. Jones     | Calumet Farm                    | 1 ⁄16              | 1:45.40 |       |
| 1951 | How                | Eddie Arcaro        | Horatio Luro        | Herman B. Delman                | 1 ⁄16              | 1:45.60 |       |
| 1950 | Ari's Mona         | William Boland      | John C. Hauer       | John C. Hauer                   | 1 ⁄16              | 1:43.60 |       |
| 1949 | Wistful            | Gordon Glisson      | Ben A. Jones        | Calumet Farm                    | 1 ⁄16              | 1:47.40 |       |
| 1948 | Challe Anne        | Willie Garner       | Walter U. Ridenour  | F. L. Flanders                  | 1 ⁄16              | 1:48.60 |       |
| 1947 | Blue Grass         | Johnny Longden      | Willie Crump        | Arthur B. Hancock Jr.           | 1 ⁄16              | 1:51.60 |       |
| 1946 | First Page         | James R. Layton     | C. A. Bidencope     | H. G. Jones                     | 1 ⁄16              | 1:51.40 |       |
| 1945 | Come and Go        | Charles L. Martin   | J. Price Sallee     | Thomas Piatt                    | 1 ⁄16              | 1:49.80 |       |
| 1944 | Canina             | John H. Adams       | Frank E. Childs     | Abe Hirschberg                  | 1 ⁄16              | 1:48.60 |       |
| 1943 | Nellie L.          | Wendell Eads        | Ben A. Jones        | Calumet Farm                    | 1 ⁄16              | 1:48.60 |       |
| 1942 | Miss Dogwood       | John H. Adams       | John M. Goode       | Brownell Combs                  | 1 ⁄16              | 1:47.00 |       |
| 1941 | Valdina Myth       | George King         | John J. Flanigan    | Valdina Farms                   | 1 ⁄8               | 1:52.60 |       |
| 1940 | Inscolassie        | Bobby Vedder        | Ross O. Higdon      | Woolford Farm                   | 1 ⁄8               | 1:54.40 |       |
| 1939 | Flying Lill        | Carroll Bierman     | Clifford Porter     | Mrs. C. H. Cleary               | 1 ⁄8               | 1:51.00 |       |
| 1938 | Flying Lee         | Leon Haas           | Duval A. Headley    | Hal Price Headley               | 1 ⁄8               | 1:52.80 |       |
| 1937 | Mars Shield        | Alfred Robertson    | Robert McGarvey     | Ethel V. Mars                   | 1 ⁄8               | 1:53.40 |       |
| 1936 | Two Bob            | Raymond Workman     | James W. Healy      | C. V. Whitney Stables           | 1 ⁄8               | 1:52.60 |       |
| 1935 | Paradisical        | Glenn Fowler        | Al Miller           | Isaac J. Collins                | 1 ⁄8               | 1:51.20 |       |
| 1934 | Fiji               | Gilbert Elston      | T. B. Young         | Young Bros.                     | 1 ⁄8               | 1:51.60 |       |
| 1933 | Barn Swallow       | Don Meade           | Herbert J. Thompson | Edward R. Bradley               | 1 ⁄8               | 1:51.20 |       |
| 1932 | Suntica            | Anthony Pascuma     | Jack Whyte          | Willis Sharpe Kilmer            | 1 ⁄8               | 1:52.20 |       |
| 1931 | Cousin Jo          | Eugene James        | William Reed        | Charles Nuckols                 | 1 ⁄8               | 1:53.00 |       |
| 1930 | Alcibiades         | Robert Finnerty     | Walter W. Taylor    | Hal Price Headley               | 1 ⁄8               | 1:52.60 |       |
| 1929 | Rose of Sharon     | Willie Crump        | Daniel E. Stewart   | Johnson N. Camden Jr.           | 1 ⁄8               | 1:51.00 |       |
| 1928 | Easter Stockings   | Willie Crump        | Kay Spence          | Audley Farm Stable              | 1 ⁄8               | 1:51.60 |       |
| 1927 | Mary Jane          | Danny Connelly      | S. Sewell Combs     | Gallaher & Combs                | 1 ⁄8               | 1:53.40 |       |
| 1926 | Black Maria        | Arthur Mortensen    | William H. Karrick  | William R. Coe                  | 1 ⁄8               | 1:55.40 |       |
| 1925 | Deeming            | James McCoy         | C. B. Dailey        | C. B. Dailey                    | 1 ⁄8               | 1:54.00 |       |
| 1924 | Princess Doreen    | Harry Stutts        | S. Miller Henderson | Audley Farm Stable              | 1 ⁄8               | 1:51.80 |       |
| 1923 | Untidy             | John Corcoran       | Scott P. Harlan     | Helen Hay Whitney               | 1 ⁄8               | 1:53.00 |       |
| 1922 | Startle            | Danny Connelly      | John I. Smith       | Herbert H. Hewitt               | 1 ⁄8               | 1:52.60 |       |
| 1921 | Nancy Lee          | Linus McAtee        | John H. McCormack   | P. A. Clark                     | 1 ⁄8               | 1:50.40 |       |
| 1920 | Lorraine           | Danny Connelly      | J. Cal Milam        | Johnson N. Camden Jr.           | 1 ⁄8               | 1:58.40 |       |
| 1919 | Lillian Shaw       | T. Murray           | John H. McCormack   | J. R. Livingston                | 1 ⁄16              | 1:45.00 |       |
| 1918 | Viva America       | W. Warrington       | W. N. Potts         | C. T. Worthington               | 1 ⁄16              | 1:46.80 |       |
| 1917 | Sunbonnet          | Johnny Loftus       | Walter B. Jennings  | A. Kingsley Macomber            | 1 ⁄16              | 1:46.80 |       |
| 1916 | Kathleen           | Roscoe Goose        | Pete Coyne          | George J. Long                  | 1 ⁄16              | 1:47.40 |       |
| 1915 | Waterblossom       | E. Martin           | George Denny        | Thomas McDowell                 | 1 ⁄16              | 1:46.60 |       |
| 1914 | Bronzewing         | W. Obert            | Daniel Lehan        | A. P. Humphrey                  | 1 ⁄16              | 1:45.60 |       |
| 1913 | Cream              | Carl Ganz           | Auval John Baker    | Charles C. Van Meter            | 1 ⁄16              | 1:47.60 |       |
| 1912 | Flamma             | James Butwell       | J. Duffy            | E. F. Condran                   | 1 ⁄16              | 1:51.20 |       |
| 1911 | Bettie Sue         | Ted Rice            | D. Huestis          | A. Brown                        | 1 ⁄16              | 1:48.00 |       |
| 1910 | Samaria            | Richard Scoville    | William McDaniel    | J. P. Ross & Co.                | 1 ⁄16              | 1:50.20 |       |
| 1909 | Floreal            | Heidel              | William H. Fizer    | William H. Fizer                | 1 ⁄16              | 1:49.20 |       |
| 1908 | Ellen-a-Dale       | Vincent Powers      | George Denny        | Thomas McDowell                 | 1 ⁄16              | 1:46.60 |       |
| 1907 | Wing Ting          | James Lee           | Joseph S. Hawkins   | Joseph S. Hawkins               | 1 ⁄16              | 1:50.20 |       |
| 1906 | King's Daughter    | E. Robinson         | Thomas McDowell     | Thomas McDowell                 | 1 ⁄16              | 1:47.80 |       |
| 1905 | Janeta             | D. Austin           | R. L. Rogers        | Cassin & Rogers                 | 1 ⁄16              | 1:49.75 |       |
| 1904 | Audience           | Almer Helgesen      | K. Patterson        | Sam S. Brown                    | 1 ⁄16              | 1:51.00 |       |
| 1903 | Lemco              | John Reiff          | Frank Kelly         | Edward Corrigan                 | 1 ⁄16              | 1:49.75 |       |
| 1902 | Wainamoinen        | M. Coburn           | H. J. Talbot        | Talbot Bros.                    | 1 ⁄16              | 1:51.25 |       |
| 1901 | Lady Schorr        | J. Woods            | John F. Schorr      | John W. Schorr                  | 1 ⁄16              | 1:53.00 |       |
| 1900 | Etta               | Monk Overton        | Edward D. Brown     | Ed Brown & Co.                  | 1 ⁄16              | 1:48.00 |       |
| 1899 | Rush               | J. Hill             | Thomas McDowell     | Thomas McDowell                 | 1 ⁄16              | 1:52.50 |       |
| 1898 | Crocket            | J. Hill             | L. Cahn             | J. C. Cahn                      | 1 ⁄16              | 1:51.50 |       |
| 1897 | White Frost        | Thomas H. Burns     | L. C. Davis         | E. S. Gardner & Son             | 1 ⁄16              | 1:49.00 |       |
| 1896 | Soufflé            | C. Thorpe           | James W. Healy      | J. M. Murphy                    | 1 ⁄16              | 1:54.50 |       |
| 1895 | Voladora           | Alonzo Clayton      | Not found           | Pastime Stable                  | 1 ⁄4               | 2:16.75 |       |
| 1894 | Selika             | Alonzo Clayton      | John H. Morris      | Bashford Manor Stable           | 1 ⁄4               | 2:15.00 |       |
| 1893 | Monrovia           | J. Reagan           | Edward D. Brown     | Edward D. Brown                 | 1 ⁄4               | 2:16.00 |       |
| 1892 | Miss Dixie         | H. Ray              | M. Danaher          | Col. J. E. Pepper               | 1 ⁄4               | 2:14.50 |       |
| 1891 | Miss Hawkins       | Tommy Britton       | H. J. Talbot        | Talbot Bros.                    | 1 ⁄4               | 2:18.25 |       |
| 1890 | English Lady       | Hollis              | Not found           | Scoggan Bros.                   | 1 ⁄2               | 2:42.50 |       |
| 1889 | Jewel Ban          | John Stoval         | W. Clay             | John T. Clay                    | 1 ⁄2               | 2:41.00 |       |
| 1888 | Ten Penny          | Andrew McCarthy Jr. | Not found           | M. Welsh                        | 1 ⁄2               | 2:42.00 |       |
| 1887 | Florimore          | Johnston            | D. W. Kelly         | T. H. Stevens                   | 1 ⁄2               | 2:40.75 |       |
| 1886 | Pure Rye           | Edward Garrison     | Not found           | Melbourne Stable                | 1 ⁄2               | 2:41.00 |       |
| 1885 | Lizzie Dwyer       | Fuller              | John W. Rogers      | Edward Corrigan                 | 1 ⁄2               | 2:40.75 |       |
| 1884 | Modesty            | Isaac Murphy        | John W. Rogers      | Edward Corrigan                 | 1 ⁄2               | 2:48.25 |       |
| 1883 | Vera               | John Stoval         | J. Pate             | R. C. Pate                      | 1 ⁄2               | 2:39.75 |       |
| 1882 | Katie Creel        | John Stoval         | C. A. Johnson       | Johnson & Co.                   | 1 ⁄2               | 2:39.00 |       |
| 1881 | Lucy May           | Wolfe               | Not found           | R. F. Johnson                   | 1 ⁄2               | 2:41.00 |       |
| 1880 | Longitude          | Jim McLaughlin      | Not found           | J. G. Malone                    | 1 ⁄2               | 2:41.75 |       |
| 1879 | Liahtunah          | Hightower           | Not found           | J. A. Grinstead                 | 1 ⁄2               | 2:40.25 |       |
| 1878 | Belle of Nelson    | Booth               | Not found           | Mattingly & Co.                 | 1 ⁄2               | 2:39.00 |       |
| 1877 | Felicia            | W. James            | Not found           | J. W. Reynolds                  | 1 ⁄2               | 2:39.00 |       |
| 1876 | Necy Hale          | W. James            | Not found           | F. B. Harper                    | 1 ⁄2               | 2:42.50 |       |
| 1875 | Vinaigrette        | J. Houston          | Not found           | A. B. Lewis & Co.               | 1 ⁄2               | 2:39.75 |       |